# Buddy, il mio miglior amico
Buddy, il mio miglior amico è stato un programma televisivo italiano condotto da Rossella Brescia, Nicole Pelizzari e i Bugs, andato in onda su Italia 1 il 17 dicembre 2011.
La trasmissione racconta, attraverso brevi docu-fiction storie di cani che in qualche modo si sono distinti per atti di fedeltà o di coraggio. Il programma si avvale della consulenza di Luca Rossi, fondatore e Direttore Tecnico del C.S.d.C.Italia ASD, organizzazione riconosciuta dall'ENCI.
Il programma è stato visto da 1.605.000 spettatori con lo share del 7.28%.